# Rokua Nationalpark
Rokua Nationalpark (finsk: Rokuan kansallispuisto) er en UNESCO-global geopark og nationalpark i regionen Norra Österbotten i Finland. Parken har et areal på 8,8 km².

## Beliggenhed
Nationalparken ligger på den sydlige side af Rokuanvaarabakken, hvor gamle fyrreskove vokser i deres naturlige tilstand. Parken ligger inden for kommunerne Vaala, Muhos og Utajärvi og imellem byerne Oulu og Kajaani .

## Geologi
Grundlaget for det baltiske skjold samt kvartnære landskabsformer ses i parken. Blandt de glaciale landskabsformer, der findes i parken, er: 
- Drumlins
- Åse
- Moræneknolde
- Dødishuller
- Randmoræner

Den post-glaciale udvikling har efterladt berme, kløfter, klitter og tørvemoser i parkområdet.

## Syvyydenkaivo
Syvyydenkaivo, " Dybdernes kilde", er det dybeste dødishul i Finland, med en målt dybde på mere end 50 meter.